# Mallacán
Mallacán és un grup de rock en aragonès nascut l'any 1992.
La primera gravació que van fer va ser una maqueta en casset, "Entalto a reboluzión!" (Visca la revolució!) l'any 1995 i des de llavors han publicat tres discs: "Luen d'o paradiso" (Lluny del paradís) l'any 1999, "Chera chera!" (Foguera, foguera!, expressió usada al Pirineu aragonès per a avivar el foc de la llar) l'any 2002 i "País zierzo" (País Cerç, fent referència a Aragó) l'any 2005.
La música de Mallacán és una fusió de rock, folk, ska i reggae.

## Components i instruments[calcitació]
Actualment formen el grup set components, però hi ha hagut molts canvis al llarg de la història del grup:
- Fernando: veu i guitarra
- Arturo: bateria
- Sito: guitarres
- Mario: baix
- Eduardo: trompeta i percussió
- Alex: trombó, percussió i veus
- Jandro: gaita aragonesa, teclats, acordió i dolçaina aragonesa.

Destaca l'ús d'instruments tradicionals d'Aragó, com la gaita de boto i la dolçaina aragonesa.

## Discografia[calcitació]
- Entalto a reboluzión! (1995)

La primera maqueta. Apareix l'octubre de 1995 amb nou cançons en aragonès gravades en directe a la sala Jai-Alai d'Osca. Juntament amb el casset podies trobar-hi un full amb les cançons traduïdes al castellà.
- Luen d'o paradiso (1999)

El primer disc. Apareix l'any 1999. Té dotze cançons que parlen de la immigració, la dona, l'ecologisme i la defensa de la llengua aragonesa. La darrera cançó del disc és una versió de Gora Herria de Negu Gorriak en èuscar.
- Chera, chera! (2002)

Editat l'abril del 2002. Té catorze cançons, una en català, una altra en francès, dues en castellà (una és una versió de Más Birras) i la resta en aragonès.
- País Zierzo (2005)

Gravat al barri de Gancho, a Saragossa i arreglat a Berriz (País Èuscar) per Lorentzo Records. Conté dotze cançons, una en català i la resta en aragonès.
- Mar de suenios (2009)